# Stéphane Da Costa
Stéphane Da Costa (ur. 11 lipca 1989 w Paryżu) – francuski hokeista, reprezentant Francji.
Jego starsi bracia, Gabriel Da Costa (ur. 1984) i Teddy Da Costa (ur. 1986), również są hokeistami. Rodzeństwo ma matkę Polkę i ojca Francuza pochodzenia portugalskiego.

## Kariera
- Viry U18 (2004-2005)
- Amiens U18 / U20 (2005-2006)
- Texas Tornado (2006-2007)
- Sioux City Musketeers (2007-2009)
- Merrimack College (2009-2011)
- Ottawa Senators (2011-2014)
  -  Binghamton Senators (2011-2014)
- CSKA Moskwa (2014-2017)
- Servette Genewa (2017-2018)
- Awtomobilist Jekaterynburg (2018-2019)
- Łokomotiw Jarosław (2019-2020)
- Ak Bars Kazań (2020-2021)
- Awtomobilist Jekaterynburg (2021-)

Od 31 marca 2011 zawodnik klubu National Hockey League, Ottawa Senators, z którym podpisał dwuletni kontrakt. W ramach umowy rozgrywa także mecze w farmerskim klubie Senators, Binghamton Senators. W sierpniu 2013 przedłużył o rok umowę z Senators. Od lipca 2014 zawodnik CSKA Moskwa. W czerwcu 2015 przedłużył kontrakt z CSKA o dwa lata. Od połowy października 2017 zawodnik Servette Genewa. Od maja 2018 zawodnik Awtomobilista Jekaterynburg. Od maja 2019 zawodnik Łokomotiwu Jarosław. Od maja 2020 zawodnik Ak Barsu Kazań. Z końcem kwietnia 2021 odszedł z klubu. W maju został ponownie zaangażowany przez Awtomobilist Jekaterynburg.
Występował w kadrach juniorskich kraju na mistrzostwach świata do lat 18 w 2006 (Dywizja A) i do lat 20 w 2008 i 2009 (Dywizja I). W kadrze seniorskiej uczestniczył w turniejach mistrzostw świata w 2009, 2010, 2011, 2012, 2014, 2015, 2017, 2018.

## Osiągnięcia
Klubowe
- Puchar Kontynentu: 2015 z CSKA Moskwa
- Brązowy medal mistrzostw Rosji: 2015 z CSKA Moskwa, 2021 z Ak Barsem KazańMoskwa

Indywidualne
- Mistrzostwa Świata Juniorów do lat 18 w Hokeju na Lodzie 2006/Pierwsza Dywizja:
  - Pierwsze miejsce w klasyfikacji asystentów turnieju
- Mistrzostwa Świata Juniorów w Hokeju na Lodzie 2008/Pierwsza Dywizja#Grupa B:
  - Pierwsze miejsce w klasyfikacji strzelców turnieju: 5 goli[11]
  - Pierwsze miejsce w klasyfikacji kanadyjskiej turnieju: 10 punktów[12]
  - Trzecie miejsce w klasyfikacji asystentów turnieju: 5 asyst[13]
- Mistrzostwa Świata Juniorów w Hokeju na Lodzie 2009/I Dywizja#Grupa A:
  - Pierwsze miejsce w klasyfikacji asystentów turnieju: 9 asyst[14]
  - Pierwsze miejsce w klasyfikacji kanadyjskiej turnieju: 13 punktów[15]
- USHL (2008/2009):
  - Mecz gwiazd USHL
  - Drugi skład gwiazd
- NCAA Wschód (2009/2010):
  - Skład gwiazd akademików
  - Najlepszy pierwszoroczniak sezonu
  - Drugi skład gwiazd
- Mistrzostwa Świata w Hokeju na Lodzie 2010/Elita:
  - Jeden z trzech najlepszych zawodników reprezentacji
- NCAA Wschód (2010/2011):
  - Drugi skład gwiazd
- Mistrzostwa Świata w Hokeju na Lodzie 2014/Elita:
  - Drugie miejsce w klasyfikacji strzelców turnieju: 6 goli
  - Jeden z trzech najlepszych zawodników reprezentacji na turnieju[16]
- KHL (2014/2015):
  - Trzecie miejsce w klasyfikacji strzelców w sezonie zasadniczym: 30 goli
    - Drugie miejsce w klasyfikacji strzelców zwycięskich goli meczowych w sezonie zasadniczym: 9 goli

  - Czwarte miejsce w punktacji kanadyjskiej w sezonie zasadniczym: 62 punkty
- KHL (2015/2016):
  - Czwarte miejsce w klasyfikacji strzelców w fazie play-off: 7 goli
  - Trzecie miejsce w klasyfikacji strzelców zwycięskich goli w fazie play-off: 3 gole
- Mistrzostwa Świata w Hokeju na Lodzie 2017/Elita:
  - Czwarte miejsce w klasyfikacji strzelców turnieju: 6 goli[17]
  - Jeden z trzech najlepszych zawodników reprezentacji w turnieju[18]
- KHL (2018/2019):
  - Pierwsze miejsce w klasyfikacji minut kar w fazie play-off: 50
- KHL (2020/2021):
  - Najlepszy napastnik miesiąca – grudzień 2020[19]
  - Trzecie miejsce w klasyfikacji strzelców w sezonie zasadniczym: 27 goli
  - Piąte miejsce w punktacji kanadyjskiej w sezonie zasadniczym: 57 punktów
- KHL (2022/2023):
  - Piąte miejsce w klasyfikacji asystentów w sezonie zasadniczym: 36 asyst
  - Czwarte miejsce w klasyfikacji strzelcówkanadyjskiej w sezonie zasadniczym: 56 punktów
- KHL (2023/2024):
  - Czwarte miejsce w klasyfikacji strzelców w fazie play-off: 6 goli
- KHL (2024/2025):
  - Trzecie miejsce w klasyfikacji asystentów w sezonie zasadniczym: 43 asysty